# Garcia (Spagna)
Garcia è un comune spagnolo di 519 abitanti situato nella comunità autonoma della Catalogna.